# Vetenskapsåret 1815

## Händelser
- 5 april - Historiens största vulkanutbrott inträffar i vulkanen Tambora på ön Sumbava i Indonesien. Cirka 92 000 personer omkommer direkt.
- Michel Eugène Chevreul upptäcker kolesterol, vid analys av gallstenar.
- Jean Baptiste Biot upptäcker ljusets polarisation i vätskor.
- Jöns Jacob Berzelius upptäcker atomernas radioaktiva sönderfall.
- Levi Spear Parmly uppfinner tandtråden.
- Humphry Davy uppfinner Davys säkerhetslampa.

## Pristagare
- Copleymedaljen: David Brewster, skotsk naturforskare och uppfinnare.

## Födda
- 31 oktober - Karl Weierstrass (död 1897),  tysk matematiker.
- 10 december - Ada Lovelace (död 1852),  brittisk matematiker.

## Avlidna
- 10 augusti - Birger Martin Hall (född 1741), svensk botaniker.
- 28 september - Nicolas Desmarest (född 1725), fransk geolog.